# João Batista da Cunha (ator)
João Batista da Cunha ou simplesmente João da Cunha foi um ator e assistente de direção brasileiro que atuou no cinema, em diversas produções audiovisuais do país como ator e assistente de direção cinematográfica.
Entre seus trabalhos mais marcantes está o filme Sinhá Moça, no qual contracenou com Anselmo Duarte e Ruth de Souza, interpretando Fulgêncio, o irmão castigado de Justino que viria a se tornar líder de uma rebelião de escravos na trama.
Durante o remake de Sinhá Moça feito pela Globo o seu papel foi desempenhado pelo ator Gésio Amadeu.

## Carreira
Cinema
| Ano  | Título         | Personagem |
| ---- | -------------- | ---------- |
| 1953 | Sinhá Moça     | Fulgêncio  |
| 1957 | Arara Vermelha |            |
| 1958 | Ravina         |            |